# Collegio uninominale Calabria - 08
Il collegio elettorale uninominale Calabria - 08 è stato un collegio elettorale uninominale della Repubblica Italiana per l'elezione della Camera tra il 2017 ed il 2022.

## Territorio
Come previsto dalla legge elettorale italiana del 2017, il collegio era stato definito tramite decreto legislativo all'interno della circoscrizione Calabria.
Era formato dal territorio di 29 comuni: Bagaladi, Bagnara Calabra, Bova, Bova Marina, Brancaleone, Bruzzano Zeffirio, Calanna, Campo Calabro, Cardeto, Condofuri, Ferruzzano, Fiumara, Laganadi, Melito di Porto Salvo, Montebello Jonico, Motta San Giovanni, Palizzi, Reggio Calabria, Roccaforte del Greco, Roghudi, San Lorenzo, San Roberto, Sant'Alessio in Aspromonte, Sant'Eufemia d'Aspromonte, Santo Stefano in Aspromonte, Scilla, Sinopoli, Staiti e Villa San Giovanni.
Il collegio era quindi interamente compreso nella città metropolitana di Reggio Calabria.
Il collegio era parte del collegio plurinominale Calabria - 02.

## Eletti
| Elezione | Elezione | Deputato       | Partito            |
| -------- | -------- | -------------- | ------------------ |
|          | 2018     | Federica Dieni | Movimento 5 Stelle |

## Dati elettorali

### XVIII legislatura
Come previsto dalla legge elettorale, 232 deputati erano eletti con sistema a maggioranza relativa in altrettanti collegi uninominali a turno unico.
| Candidati              | Candidati                   | Voti    | %     | Liste                                | Voti    | %     |
| ---------------------- | --------------------------- | ------- | ----- | ------------------------------------ | ------- | ----- |
|                        | Federica Dieni ✔️ Eletto    | 45 997  | 36,55 | Movimento 5 Stelle                   | 45 997  | 36,55 |
|                        | Francesco Talarico          | 44 480  | 35,35 | Forza Italia                         | 44 480  | 35,35 |
| Lega                   | Francesco Talarico          | 44 480  | 35,35 | 7 970                                | 6,33    |       |
| Fratelli d'Italia      | Francesco Talarico          | 44 480  | 35,35 | 7 123                                | 5,66    |       |
| Noi con l'Italia - UDC | Francesco Talarico          | 44 480  | 35,35 | 4 397                                | 3,49    |       |
|                        | Vincenzo D'Ascola           | 23 797  | 18,91 | Partito Democratico                  | 19 083  | 15,16 |
| Italia Europa Insieme  | Vincenzo D'Ascola           | 23 797  | 18,91 | 2 010                                | 1,60    |       |
| +Europa                | Vincenzo D'Ascola           | 23 797  | 18,91 | 1 755                                | 1,39    |       |
| Civica Popolare        | Vincenzo D'Ascola           | 23 797  | 18,91 | 949                                  | 0,75    |       |
|                        | Domenica Vinci              | 4 720   | 3,75  | Liberi e Uguali                      | 4 720   | 3,75  |
|                        | Roberta Riso                | 1 568   | 1,25  | CasaPound                            | 1 568   | 1,25  |
|                        | Alessia Stelitano           | 1 295   | 1,03  | Potere al Popolo!                    | 1 295   | 1,03  |
|                        | Raffaella Brancati          | 1 206   | 0,96  | Il Popolo della Famiglia             | 1 206   | 0,96  |
|                        | Antonino Roschetti          | 897     | 0,71  | Partito Valore Umano                 | 897     | 0,71  |
|                        | Maria Cristiana Giovannelli | 777     | 0,62  | Italia agli Italiani                 | 777     | 0,62  |
|                        | Mariangela Verardi          | 719     | 0,57  | Partito Comunista                    | 719     | 0,57  |
|                        | Carmela Crapanzano          | 267     | 0,21  | Per una Sinistra Rivoluzionaria      | 267     | 0,21  |
|                        | Angela Trovato              | 119     | 0,09  | Lista del Popolo per la Costituzione | 119     | 0,09  |
| Totale                 | Totale                      | 125 842 | 100   |                                      | 125 842 | 100   |
|                        |                             |         |       |                                      |         |       |
| Voti non validi        | Voti non validi             | 6 144   | 4,66  |                                      |         |       |
| Votanti                | Votanti                     | 131 986 | 61,52 |                                      |         |       |
| Elettori               | Elettori                    | 214 539 |       |                                      |         |       |